# Höflas (Weidenberg)
Höflas ist ein Gemeindeteil des Markts Weidenberg im Landkreis Bayreuth (Oberfranken, Bayern). Höflas liegt in der Gemarkung Döhlau.

## Lage
Der Weiler liegt im tief eingeschnittenen Tal der Warmen Steinach und am Hilpertsgraben, der dort als linker Zufluss in die Warme Steinach mündet. Ein Anliegerweg führt nach Döhlau (0,6 km östlich). Im Süden auf einem Hochplateau befindet sich ein Golfplatz.

## Geschichte
Der Ort wurde im Jahr 1403 als „Hofeleins“ erstmals urkundlich erwähnt.
Gegen Ende des 18. Jahrhunderts gab es in Höflas zwei Anwesen. Die Hochgerichtsbarkeit stand dem bayreuthischen Stadtvogteiamt Bayreuth zu. Das Hofkastenamt Bayreuth war Grundherr der beiden Halbhöfe.
Von 1797 bis 1810 unterstand Höflas dem Justiz- und Kammeramt Bayreuth. Nachdem im Jahr 1810 das Königreich Bayern das Fürstentum Bayreuth käuflich erworben hatte, wurde der Ort bayerisch. Infolge des Gemeindeedikts wurde Höflas 1812 dem Steuerdistrikt Untersteinach  und der Ruralgemeinde Döhlau zugewiesen. Im Zuge der Gebietsreform in Bayern wurde Höflas am 1. Mai 1978 nach Weidenberg eingemeindet.

## Religion
Höflas ist seit der Reformation evangelisch-lutherisch geprägt und nach St. Johannis (Bayreuth) gepfarrt.